# 総合治療効用
総合治療効用（そうごうちりょうこうよう、Overall treatment utility；OTU）は、悪性腫瘍の治療効果や副作用に加え、緩和治療の効果やQOL、患者の忍容性や満足度を総合的に評価する指標である。

従来の評価項目よりも患者中心の視点からがん治療による利益と害のバランスを捉えようとする中間評価項目である。一般に、治療開始後9週または12週時点で報告される。
総合治療効用は、代表的な臨床指標であるRECIST判定基準よりも、無増悪生存期間と生存率の両方の優れた予測因子とされているが、更なる開発・検証が必要とされる。

## 評価方法
患者満足度は、概念的には患者に「後から考えて、治療を受けて良かったと思いますか？」と問う事に相当する。

### 評価項目
臨床的有用性
以下の全てに該当する場合、1点
1. 画像診断上、進行の証拠がない。
2. 担当医による評価で、がんに関連した臨床的悪化がない。
3. 患者報告QOLに悪化がない。

以下の何れかに該当する場合、0点
1. 画像診断上の進行が見られる。
2. 臨床的な悪化（担当医評価）が見られる。
3. 患者報告QOLが悪化している。

忍容性・満足度
以下の全てに該当する場合、1点
1. 治療による重篤な副作用（SAR）または予期せぬ重篤な副作用の疑い（SUSAR）がない。
2. 質問「あなたの治療は通常の日常生活にどの程度支障を来たしましたか」に対する患者の回答が、“とても”でも“かなり”でもない。
3. 質問「あなたの治療はどの程度有意義であったと思いますか」に対する患者の回答は、“全くない”ではない。

以下の何れかに該当する場合、0点
1. SARまたはSUSARが治療に起因する。
2. 質問「あなたの治療は通常の日常生活にどの程度支障を来たしましたか」に対する患者の回答が“とても”または“かなり”である。
3. 質問「あなたの治療はどの程度有意義であったと思いますか」に対する患者の回答は、“全くない”である。

### 得点
臨床的有用性の得点と忍容性・満足度の得点を加算する。
良好：2点かつ患者生存
中間：1点
不良：0点または患者死亡

## 用例
2017年に論文化された高齢または虚弱患者における進行胃癌・食道癌への化学療法に関する第II相臨床試験（321GO試験）では、12週時点でのOTUは同時点での生存患者の全生存期間の良好な予測因子であった（ログランク検定：p=0.0001）。